# Dio ne scampi dagli Orsenigo
(proverbio comasco citato dall'autore del romanzo)
Dio ne scampi dagli Orsenigo è un romanzo di Vittorio Imbriani del 1876.

## Trama
Donn'Almerinda Scielzo, coniugata Ruglia, viene da una famiglia napoletana di tradizioni militari sotto i Borboni. Più per capriccio che per effettivo bisogno d'affetto, si prende come amante il capitano Maurizio Della-Morte.
Un giorno arriva a Napoli l'imprenditore milanese Gabrio Salmojraghi, fratello del maggiore Babila sotto il quale uno dei fratelli di Almerinda presta servizio. È accompagnato dalla moglie Radegonda Orsenigo, di antica nobiltà lombarda, e dalla figlioletta Clotilde di otto anni. Radegonda diventa presto amica di Almerinda e le confida di aver saltuariamente tradito il marito. Almerinda decide allora di troncare istantaneamente la propria relazione, e Radegonda si offre di fare da sua ambasciatrice presso il Della-Morte, che ne rimane sconvolto.
Dopo la Terza guerra d'indipendenza, Maurizio rimane per un certo periodo acquartierato a Milano: qui rincontra Radegonda e, dopo qualche tentennamento, ne diviene l'amante. Gabrio Salmojraghi per un po' lascia correre, ma Radegonda diventa sempre più irrispettosa nei confronti del marito e finalmente fugge a Firenze col capitano.
Gabrio si reca allora a Napoli per cercare l'aiuto di Almerinda per tentare di riconquistare la moglie, aiuto che gli viene entusiasticamente accordato. La Ruglia-Scielzo incontra Radegonda a Firenze e cerca di persuaderla a tornare dal marito, insistendo sul fatto che sua figlia ha bisogno della madre.
Intanto Maurizio, che è un forte giocatore d'azzardo, deve ricorrere controvoglia ai denari di Radegonda per pagare certi debiti. Il marchese Barberinucci, suo principale creditore, gli propone che a saldo del debito gli presti temporaneamente l'amante, ma il Della-Morte, che si sente offeso nell'onore, lo schiaffeggia, ricavandone una sfida a duello alla pistola. La palla esplosa dall'arma del marchese colpisce Maurizio prima a una mano poi al petto; il militare rimane per molti giorni sospeso tra la vita e la morte, amorevolmente accudito da Radegonda, e sopravvive al prezzo dell'amputazione della mano.

## Adattamenti
Dal romanzo l'autore napoletano Manlio Santanelli ha tratto il dramma Le sofferenze d'amore, rappresentato per la prima volta nel 1984, che nella sua versione radiofonica ha vinto il Premio Speciale della Giuria del Premio Italia l'anno successivo.